# الرشاد البرنوصي
نادي الرشاد البرنوصي هو نادٍ رياضي مغربي من مدينة الدار البيضاء. يمارس النادي في دوري الدرجة الثانية المغربي. نادي منطقة حي البرنوصي الشعبية شمال الدار البيضاء، شهير بأقمصته الزرقاء، ويعد النادي رقم ثلاثة في ترتيب أندية الدار البيضاء بعد الوداد والرجاء الرياضيين من حيث القاعدة الجماهيرية. نادي معروف منذ سنوات طويلة بمدرسة تكوينه الكبيرة والغنية بالمواهب، حيث يعتمد النادي في تشكيلة الفريق الأول دائما على لاعبيين شباب معظمهم لم يتجاوز ربيعه العشرين. يعد النادي أيضا خزانا للمواهب حيث يتم بيع معظم لاعبي النادي كل سنة إلى أندية الدرجة الأولى المغربية. النادي معروف بإطاحته للأندية الكبيرة في مباريات الكأس، حيث أنه وصل موسم 2007 إلى نهائي الكأس في المغرب بعد إسقاطه لجميع أندية الدرجة الأولى التي واجهها مخالفا جميع التوقعات ولم ينهزم إلا بضربات الجزاء الترجيحية ضد نادي الجيش الملكي الذي يعد أحد أعمدة الكرة المغربية.

## شعار النادي

### ملعب النادي
يمتلك النادي ملعبا خاصا به وسط حي البرنوصي الشهير في الدار البيضاء بسعة 10.000 آلاف متفرج. يخضع حاليا مركب سيدي البرنوصي الذي يجري به الرشاد مبارياته لإصلاحات على مستوى أرضية الملعب وبعض المرافق الأخرى ستكلف حوالي 160 ألف أورو على أن يكون جاهزا في بداية الموسم المقبل. وأمام هذا الوضع وجد الفريق البيضاوي نفسه مضطرا للتنقل بين ملاعب الأب جيكو والعربي الزاولي والتكوين المهني لإجراء مبارياته ضمن منافسات الدوري الوطني في قسمه الثاني.

## وصلات خارجية
- (بالفرنسية) الموقع الرسمي للقناة الرياضية المغربية
- (بالعربية) موقع جريدة المنتخب المغربية المتخصصة في أخبار الرياضة المغربية
- (بالعربية) موقع البطولة كوم المختص بأخبار الدوري المغربي.